# عمر ديا
عمر ديا (بالفرنسية: Omar Dia)‏ (1955 - ) هو لاعب كرة سلة سنغالي في مركز الوسط، شارك في الألعاب الأولمبية الصيفية 1980.

## وصلات خارجية
- عمر ديا على موقع الاتحاد الدولي لكرة السلة (الإنجليزية)
- عمر ديا على موقع بروبوليرز (الإنجليزية)
- عمر ديا على موقع سبورتس رفرنس (الإنجليزية)
- عمر ديا على موقع اللجنة الأولمبية الدولية (الإنجليزية)
- عمر ديا على موقع أوليمبيديا (الإنجليزية)